# Гузовино
Гузовино — деревня в Крупском районе Минской области Республики Беларусь. Входит в состав Октябрьского сельсовета.

## История
Основана в конце XIX века. В 1909 году в составе Лисичинской волости Сенненского уезда Могилевской губернии.
С 1924 года в составе Дубовского сельсовета Черейского, затем Холопеничского, а с 1960 года — Крупского районов. В 1930-е годы жители деревень Гузовино и Прошика объединились в колхоз «Социализм». В начале 1941 года 12 хозяйств переселилось из деревни Друговиж Дубовского сельсовета, было 126 жителей. На фронтах Великой Отечественной войны погибли 20 человек.
После войны в составе совхоза «40 лет Октября». С 26 августа 1959 года деревня в составе Заборского сельсовета (в мае 1962 года переименованного в Октябрьский).

## Население
- 1909 год — 8 дворов, 32 мужчины;
- 1941 год — 18 хозяйств, 86 жителей;
- 1998 год — 36 хозяйств, 81 житель[1].